# Donauzalm
De Donauzalm (Hucho hucho) is een straalvinnige

## Beschrijving
De Donauzalm heeft een slank postuur en een bijna rolrond lichaam. De rug is roodachtig bruin gekleurd met donkere vlekken die de vorm van een kruis of een halve maan hebben.
Evenals de andere zalmen uit het geslacht, kan de Donauzalm zeer groot worden (in ongestoorde wateren). De grootst gemeten Donauzalm was 1,65 m en woog 60 kg.

## Leefwijze
Jonge vissen leven van waterinsecten; de grote Donauzalmen zijn uitgesproken roofvissen die zelfs kleine gewervelde dieren opslokken, waaronder muizen en waterratten.

## Paaigedrag
De Donauzalm blijft altijd in zoet water; zij paaien hoger stroomopwaarts op de grindbeddingen van berglandbeken. De mannetjes paaien als zij 3 tot 4 jaar oud zijn en ongeveer 1 kg wegen, vrouwtjes gemiddeld een jaar later als zij 2 tot 3 kg wegen.

## Verspreiding en leefgebied
De Donauzalm komt oorspronkelijk voor in het stroomgebied van de Donau. Deze zalm is ook geïntroduceerd in Poolse rivieren, het Bodenmeer, de Taag en de Rhône, want deze vis is een geliefd object voor vliegvissers.

## Natuurbescherming
De Donauzalm is een bedreigde diersoort en staat zo op de internationale Rode Lijst van de IUCN. De voornaamste bedreiging vormt de aanleg van stuwdammen en waterkrachtcentrales in de Donau en de zijrivieren. In Kroatië en Bosnië speelt watervervuiling ook een rol en in het verleden was vooral overbevissing een belangrijke oorzaak van de achteruitgang.